# Higanymérgezés
Higanymérgezés alatt a toxikológia olyan akut vagy krónikus toxikus állapot kialakulását érti, amelynek kiváltója az elemi higany (folyékony vagy gőz), szervetlen higanysók vagy szerves higanyvegyületek.

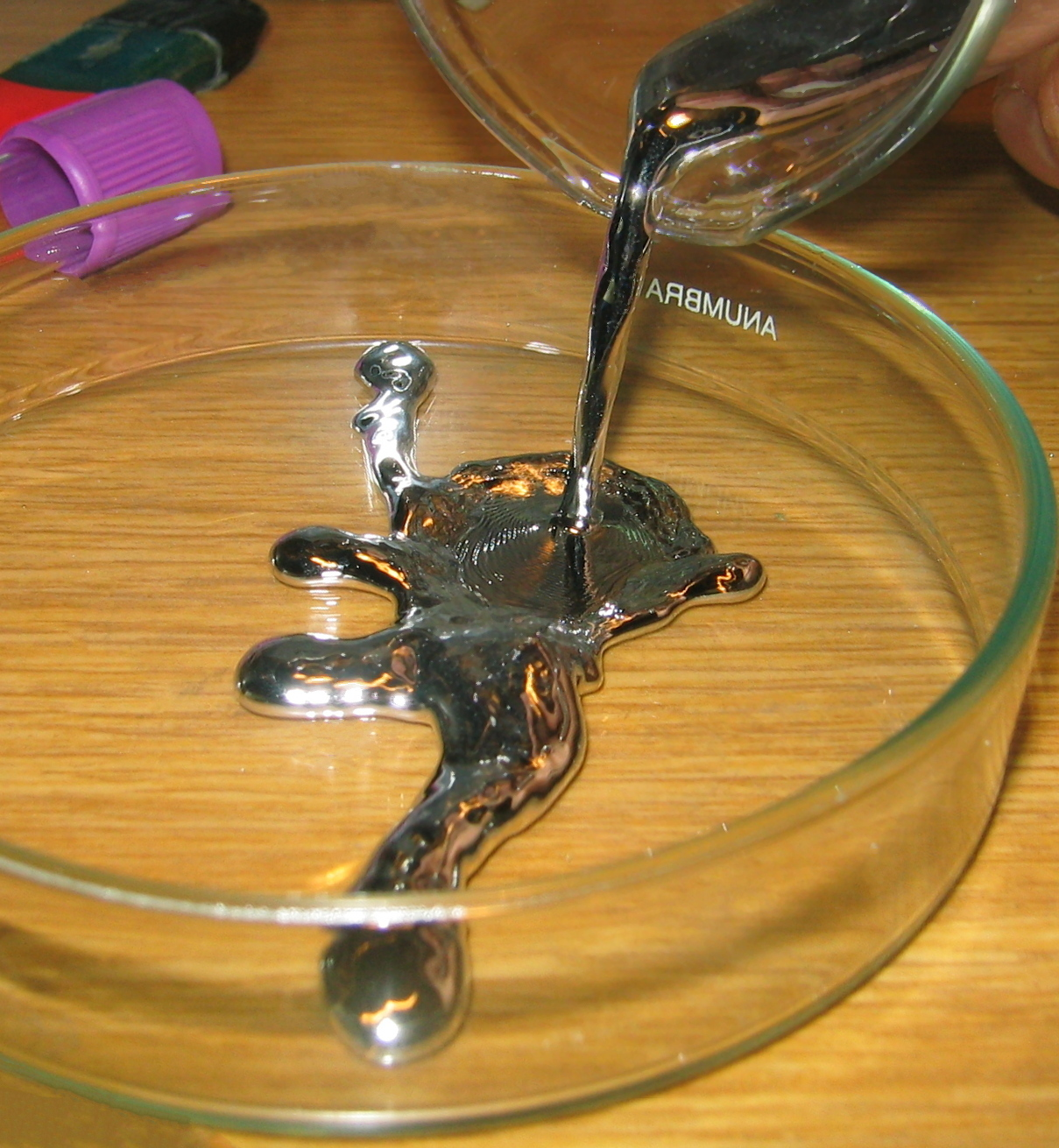
Elemi állapotú, folyékony higany

## A higany és a bioszféra kapcsolata

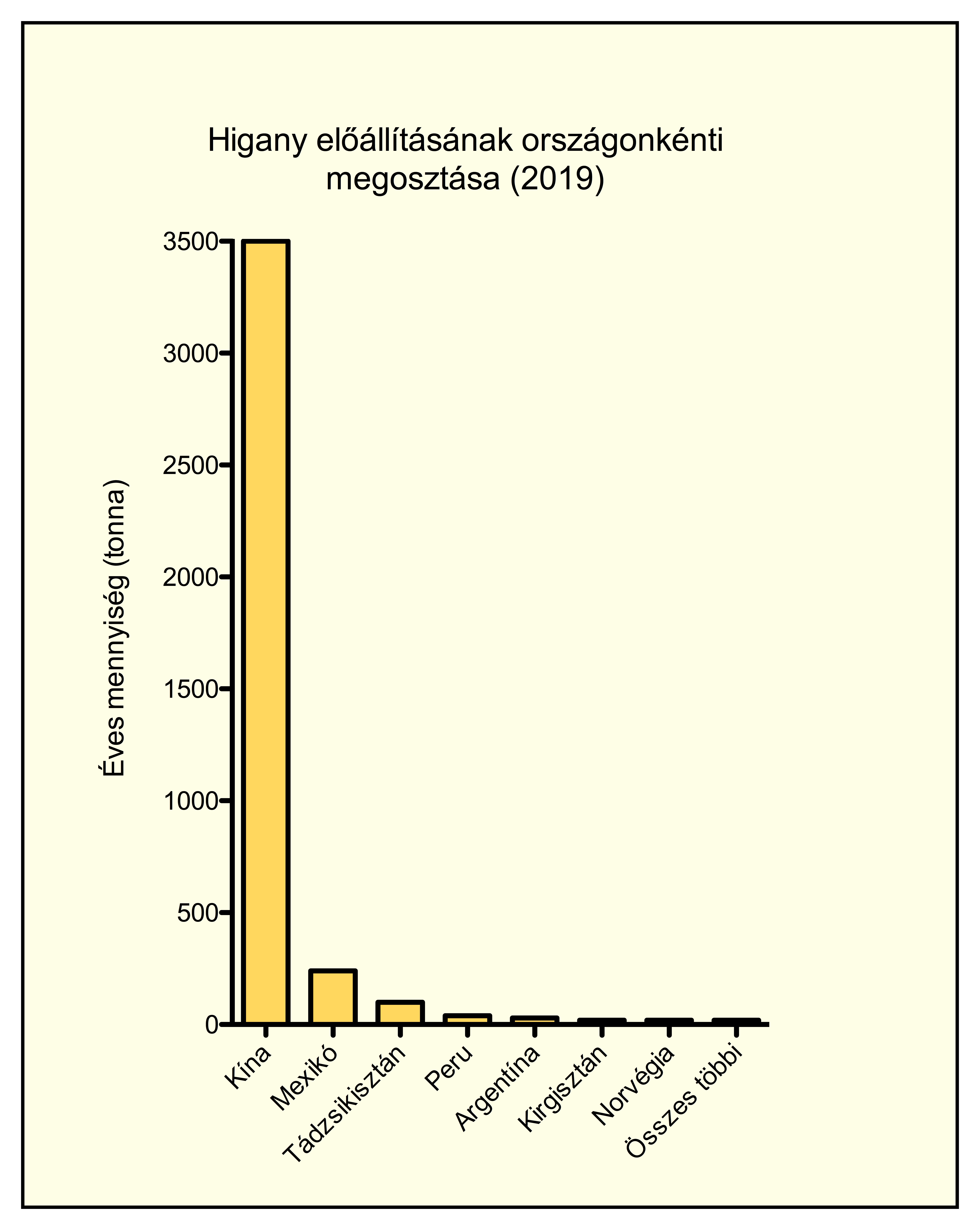
A világ higanyelőállításának országonkénti megoszlása

A higany elemi formában vagy vegyületei alakjában megtalálható a Föld teljes felszínén a talajban, a vizekben és a légkörben egyaránt. A higany globális előfordulása természetes állapotnak tekinthető, ami az ember közreműködése nélkül jött létre. Az emberi tevékenység miatt azonban az elmúlt két évszázadban a környezetünk és a légkör higanytartalma emelkedett, a bioszféra szennyezettsége, a táplálékláncunk veszélyeztetettsége ennek következtében növekedett.
Az elemi higany gőze természetes módon megtalálható a Föld atmoszférájában, amely a vulkanikus tevékenységből, a talaj, az óceánok és más szabad vízfelületek higanytartalmának párolgásából származik. Az ember okozta légköri higanyszennyezés elsődleges forrása a bányászat, kohászat, szénégetés, a klóralkáli ipar, de nem elhanyagolható a krematóriumok szerepe sem.
A Föld légkörében az elpárolgott higany gőz formában kémiailag meglehetősen stabil. Átlagosan egy évig marad az atmoszférában, ahol ezen idő alatt a légáramlás segítségével globálisan eloszlik, távol kerülve a kiindulási forrásától. Az elemi állapotú higany a légkörben lassan oxidálódik és vízoldékony, szervetlen Hg2+ vegyületté alakulva az esővízzel visszajut a talajba vagy az óceánokba. A talajban és vizekben ismét elemi higannyá redukálódik, majd higanygőz formájában visszajut a légkörbe állandó körforgást, dinamikus egyensúlyt hozva ezzel létre. A higany egy része a talajban, az óceán vizében vagy a tavak üledékében mikroorganizmusok közreműködésével metilálódik. Ennek a természetes biometilációs reakciónak az egyik meghatározó végterméke a metilhigany.
A metilhigany bekerül a vízben élő, vagy onnan táplálkozó élőlények táplálékláncába, kezdve a planktonokkal, onnan a növényevő halakba, majd a ragadozó halakba és végül az óceáni emlősökbe. A tápláléklánc csúcsán az állati szövetek Hg-koncentrációja 1800–80 000-szeresen meghaladja az élővizük Hg-koncentrációját. Végül a biometilációból származó és halakban felgyülemlett metilhigany az emberi halfogyasztás eredményeként az emberi szövetekben is megjelenik.
A higanyvegyületeknek karakterisztikus ökotoxikológiájuk, toxikokinetikájuk van, melyet a Hg oxidációs állapota erősen befolyásol. Általánosságban elmondható, hogy a szerves higanyvegyületek (pl. metilhigany) általában több veszélyt jelentenek a környezetre – elsősorban a vízben élő organizmusokra –, mint a szervetlen higanyvegyületek. A vízben élő gerinctelenek, halak, vízinövények, vízimadarak rendkívül érzékenyen reagálnak a higanyszennyezésre. A lárva állapotban lévő fejlődő organizmusok vagy tojásból kikelt madarak érzékenysége még ezt is meghaladja.

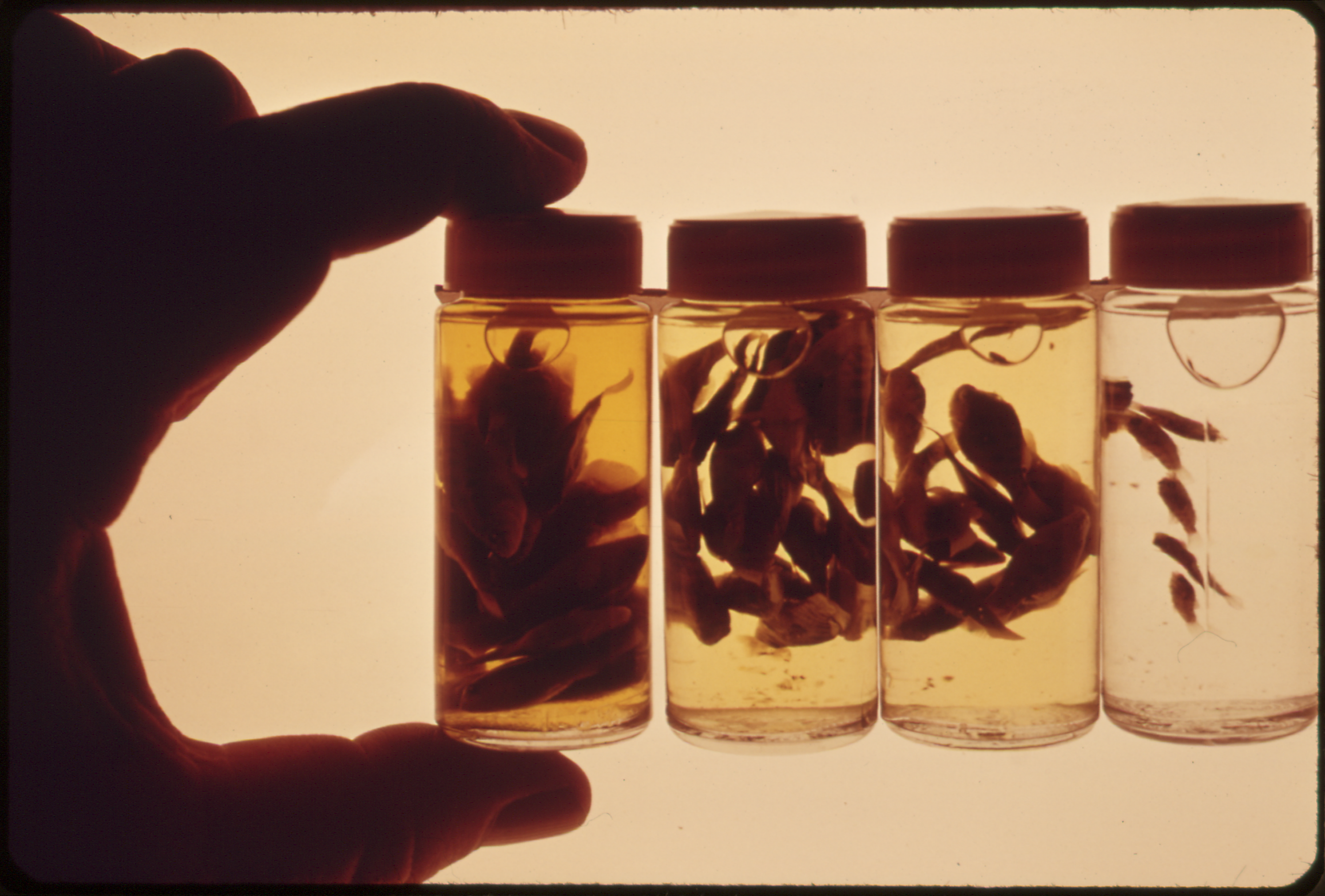
A víz emelkedő Hg-koncentrációjának hatása az ökotoxikológiai vizsgálatokban használatos, fejlődő zászlóshalakra

## A szervezet higanyterhelése
Jelen tudásunk szerint az élő szervezetek számára a természetben megtalálható mintegy 90 kémiai elem közül mindössze 24 mondható nélkülözhetetlennek. Ezeket az úgynevezett esszenciális (=alapvető) elemeket a biokémia biogén (vagy organogén) elemeknek nevezi. Korszerű, nagyon érzékeny analitikai módszerek felhasználásával a földkéregben fellelhető csaknem valamennyi elemet ki lehet mutatni az emberi szervezetben. A higany nem esszenciális alkotóeleme a szervezetünknek, tehát nem tartozik a szervezet organogén elemei közé, de csakúgy, mint sok más nem biogén elem, a higany is kimutatható a szervezetben rendkívül kis mennyiségben. A higany a szövetekben egy kritikus koncentrációt elérve toxikus és terhelő elemmé válik, ezért a szervezet higanyterhelése és a higany forrásának meghatározása fontos közegészségügyi követelmény.

### Higanyterhelés a táplálékkal, ivóvízzel
A táplálékaink közül elsősorban a halhús metilhigany szennyezettsége figyelemre méltó, mely sütéssel vagy főzéssel nem távolítható el. A metilhigany mellett a napi táplálékunkban szervetlen higanyvegyületek is előfordulnak mint szennyező vegyületek és amelyek természetes eredete vitatott a szakirodalomban. Ezek mennyisége azonban messze alatta marad az ismert toxikus határértékeknek. A nem emberi mulasztásból az ivóvízbe vagy a légkörbe került (tehát természetes eredetű) higany általában olyan kis koncentrációt képvisel, hogy az nem jelent jelentős terhelést az emberi populáció számára.

### Foglalkozási eredetű higanyterhelés
A higanygőz-inhaláció veszélye, illetve a szervezet krónikus terhelése fokozottan fennáll minden olyan munkakörnyezetben, ahol elemi higanyt használnak katódként elektrolíziseknél. Potenciális veszélyt jelent a mérőműszerek, elektromos szabályzók gyártásánál felhasznált fémhigany, de hasonló veszély jelentkezik például a fogászati amalgám készítése során is a fogorvosi rendelőkben. Az aranyércből történő higanyos arany „kioldás” – amelyet elsősorban a gazdaságilag fejletlen, szegény országokban alkalmaznak, vagy amatőr aranyásók használnak – rendkívül nagy kockázattal járó terhelést jelent a munkafolyamatot végző személyekre. A művelet nemcsak a szervezet terhelése szempontjából kritikus, de ökotoxikológiai szempontból is megkérdőjelezhető.

### Orvosi beavatkozásokból származó terhelés
A higany évszázadokig volt különböző szépítőszerek, kenőcsök, gyógyszerek alkotóeleme, így többek között diuretikumoké, hashajtóké, bőrgyógyászati készítményeké. Az elmúlt néhány évtizedben ezeket fokozatosan kivonták a forgalomból és ma már ritka kivételtől eltekintve nem alkalmazzák. 1930 óta van alkalmazásban az etil-higany-tioszalicilsav (tiomerzál) különböző oldatok (szemcseppek, vakcinák, antitoxinok, immunológiai készítmények) sterilen tartására, mely készítményt fokozatosan kivezetik a gyógyászatból és más, kevésbé kockázatos szerrel helyettesítik. Említést érdemel a hosszú évtizedekig forgalomban lévő, a Chinoin Gyógyszergyárban a két világháború között kifejlesztett és több országban is alkalmazott merkurofillin (Novurit) diuretikum, amelyet később, elsősorban higanytartalma miatt korszerűbb készítményre cseréltek. A fogtömésekhez használt higanyamalgám higanyterhelése rendkívül kismértékű, de nagyszámú fogtömés esetén – amely határozottan hosszú ideig van a szájban – összeadódva már figyelembe vehető terhelést jelenthet a szervezetre. Az így létrejött terhelés azonban jóval alacsonyabb, mint az amalgámkészítés okozta foglalkozási eredetű terhelés.

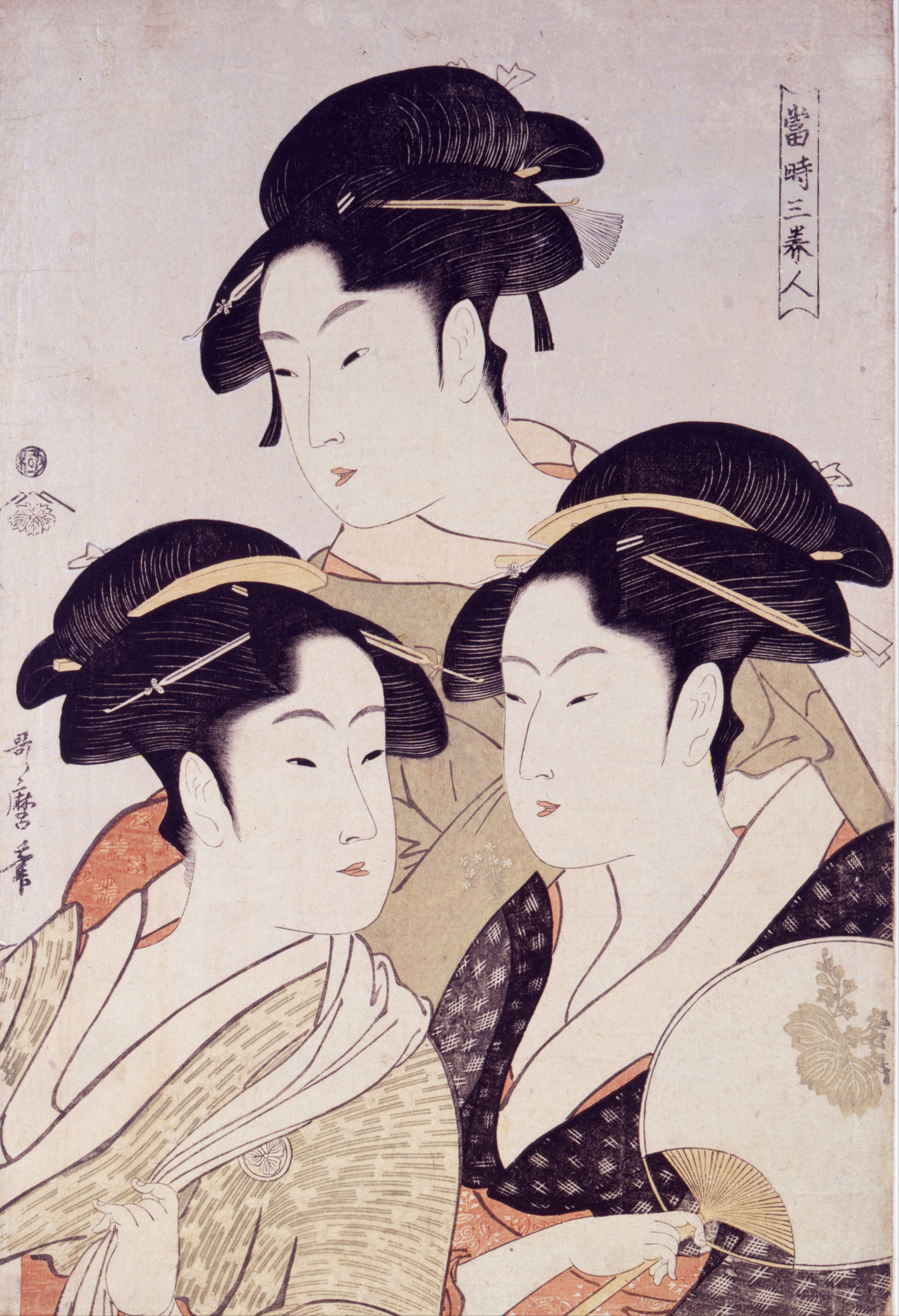
Japánban a 8. századtól kezdve hosszú időn át voltak használatban olyan bőrfehérítő kozmetikumok, melyek számos esetben vezettek higanymérgezéshez

| Higany eredete          | Higanygőz | Higanysók | Metilhigany |
| ----------------------- | --------- | --------- | ----------- |
| Levegő                  | 0,024     | 0,001     | 0,0064      |
| Élelmiszer (hal nélkül) | 0,0       | 0,25      | 0,0         |
| Hal                     | 0,0       | 0,04      | 2,3         |
| Ivóvíz                  | 0,0       | 0,0035    | 0,0         |
| Fogászati amalgám       | 3–17      | 0,0       | 0,0         |
| Teljes napi terhelés    | 3–17      | 0,3       | 2,31        |

### Balesetből vagy gondatlanságból származó higanyterhelés
Higanytartalmú eszközök (régebbi hőmérő, orvosi készülékek, mérőműszerek) sérülése vagy törése esetén a szabadba kerülő folyékony higany okozhat súlyos, akut mérgezést. A szennyezésből a levegőbe kerülő nagyobb mennyiségű higanygőz belégzése akár halállal végződő mérgezés forrása is lehet.
Az 1950-es években a higanyvegyületek táplálékláncban való felhalmozódásának figyelmen kívül hagyása az emberi hanyagsággal tetézve vezetett az egyik legnagyobb tömeges higanymérgezéshez Japánban. Minamata tengerparti öböl partjának kis településén a metilhigany okozott katasztrofális mérgezést a lakosság körében, mint környezeti szennyezés. Ennek során 120 lakos betegedett meg és közülük 46 meghalt az öbölben fogott, higannyal szennyezett halak huzamosabb fogyasztása során kialakult krónikus mérgezés következtében. Mivel a metilhigany a placentán is átjut, a kritikus időszakban terhes anyák magzatai nagyon súlyos mentális és idegrendszeri károsodással születtek.
Irakban 1971-72-ben metilhigannyal csávázott, vetésre szánt gabonát az ahhoz hozzájutó lakosság hónapokon keresztül használt fel kenyérsütéshez. A folyamatos higanyterhelés következtében a lakosság szervezetébe rövid idő alatt mérgező mennyiségű higany került. A higanymérgezés több mint 6000 embernél volt kimutatható és mintegy 400, mérgezéshez köthető halálesetet regisztráltak. Hasonló tömeges higanymérgezést okozott a rizs etilhigannyal – mint fungiciddel – történő kezelése és annak fogyasztása Kínában 1972-ben. Japánban a Nara-időszakban (710–794) kezdték használni a kalomeltartalmú (Hg2Cl2) kozmetikumokat ólomvegyületekkel kombinálva, melyek sajátos bőrfehérítő hatással rendelkeztek és amelyek évszázadokig voltak használatban. A mindkét nem által használt kalomeltartalmú szépítőszerek túlzott alkalmazása több esetben vezetett higanymérgezéshez.

## Mérgezést kiváltó higanyvegyületek
A higanyvegyületeknek a higany oxidációs állapotától függő karakterisztikus toxikokinetikájuk és egészségkárosító hatásuk van. Méregtani szempontból tehát nem közömbös, hogy a higany milyen kémiai formában jut a szervezetbe. A mérgezés mechanizmusa és az érintett célszervek károsodása szempontjából a higany három kémiai formájának van jelentősége:
- elemi higany (folyékony vagy gőz állapotban)
- szervetlen higanysók (merkurisók)
- szerves higanyvegyületek

Általánosságban elmondható, hogy a higanysók elsődleges támadáspontja a vese. Ezzel szemben az elemi higany és szerves higanyvegyületek elsősorban a központi idegrendszert károsítják.

### Mérgezés elemi higannyal
Az iparban széles körben használnak elemi higanyt, folyékony és gőz formában egyaránt. A legnagyobb mennyiségben a konyhasó elektrolíziséhez, vagyis a klórgáz és NaOH előállításához használnak fémhiganyt. De az elemi higannyal találkozhatunk a fogászati amalgám előállítása során, a higanygőzlámpákban, a tükrök gyártásakor, a higanyos mérőeszközökben stb.
Véletlen folytán lenyelt és gyomorba jutott folyékony higany biológiai értelemben nem reaktív, a tápcsatorna körülményei között nem lép kémiai reakcióba sem a testnedvekkel, sem a szövetekkel. A tápcsatornába jutott higanynak kevesebb mint 0,01%-a szívódik fel, amely egy lenyelt kisebb higanymennyiség esetén nem okoz mérgezést, hanem a széklettel távozik.
A fémhigany szobahőmérsékleten párolog, ezért a levegőt szennyezheti. A gőzével telített levegőben a higany koncentrációja eléri a 15 mg/m³ koncentrációt. Ebből következik, hogy a higanygőz szervezetbe jutásának „kapuja” elsősorban a tüdő. Bőrön át nem szívódik fel. Rosszul szellőztetett, higanygőz tartalmú légtérben végzett munka azzal a veszéllyel járhat, hogy a higany belélegezve a szervezetben felhalmozódik. Intenzív munkavégzés során a légtér higanygőzének akár 80%-a is a szervezetbe kerülhet. A tüdőbe jutott higanygőz az alveolusokban (más néven tüdőhólyagocskákban) a sejtek falának lipofil környezetében tökéletesen penetrál, azaz minden sejtrétegen átjutva bekerül a vérpályába, és eloszlik a szervezet szöveteiben. További problémát jelent, hogy lipofil természete révén az agy vérkapillárisaiban működő úgynevezett vér-agy gát sem jelent akadályt, és azon átjutva megjelenik az agy érzékeny struktúráiban is. A vér-agy gáthoz hasonlóan a magzatot védő placenta mechanizmusa is védtelen a lipofil környezetben szabadon mozgó higannyal szemben, ezért a higany rövid időn belül megjelenik a magzat szöveteiben. A sejtekben, de elsősorban a fehérvérsejtekben található, részben a testidegen anyagok (xenobiotikumok) lebontására szolgáló nem specifikus metabolizáló enzim – a kataláz – a higanygőzből származó elemi higanyt Hg2+-ionná oxidálja, ami lehetőséget ad a nehézfém vizelettel való, meglehetősen lassú kiürülésére.
Az elsősorban foglalkozási eredetű, mérsékelt, de hosszú ideig fennálló higanygőz-expozíció (azaz a gőz belégzése) súlyos egészségkárosító hatással jár. Az említett lipidoldékonyságuk révén könnyen behatolnak a központi idegrendszerbe és ott az agykéregben és a gerincvelő sejtjeiben sejtelhalást (nekrózist) okoznak. A mérgezésnek úgynevezett diffúz, neurotoxikus hatása van, mivel az idegrendszer minden elemében, sejtjében károsodást lehet kimutatni. A neurotoxikus hatás pontos biokémiai mechanizmusa nem teljesen ismert, de valószínűnek látszik, hogy az enzimek szulfhidrilcsoportjaihoz (−SH) kötődve akadályozzák az enzim működését és feltehetően gátolják a fehérjeszintézist. A bejutott higany megtalálható a szervezet szinte minden sejtjében, szövetében, de mivel a lipofil oldékonyság miatt elsősorban a magas lipidtartalmú idegrendszerben koncentrálódik, ezért ott teszi a legnagyobb kárt. A magas lipidtartalmú emlő és a prosztata szövetében is nagyobb mértékben felhalmozódik.
A mérgezésre összességében annak lassú és alattomos előrehaladása, kifejlődése a jellemző. A kezdeti tünetek jellegtelenek, mint enyhe vegetatív tünetek (gyors szívverés, folyamatos izzadás), fáradékonyság, étvágytalanság, fogyás. Csupa olyan jellegtelen tünet, amelynek okára, forrására csak a foglalkozásra történő utalás adhat magyarázatot. A kezdeti jellegtelen tüneteket csak késve követik a központi idegrendszeri károsodást jelző tünetek, mint a magatartászavar, memóriazavar majd a dühkitörésekkel kísért, érzelmi labilitás, ingerlékenység jelei.
A mérgezés megfigyelhető klinikai jelei is megjelennek, mint az ujjakon, szemhéjon, ajkakon megfigyelhető remegés, ami súlyosabb mérgezés esetén fokozatosan kiterjed az egész testre. 
A mérgezett mozgásának koordináltsága is sérül, ami a higany kisagyat károsító hatására utaló jel.
A mérgezésre jellemző még az ínygyulladás, amit nyálmirigyek által kiválasztott higany okoz. Huzamosabb higanygőz expozíció jellemző tünete a golyva, ami a szervezet jódhiányával magyarázható. A szervezet jódhiánya ez esetben azért alakul ki, mert a higany eliminálásában résztvevő kataláz az elemi higanyt Hg2+-ionná oxidálja, ami a szervezetben található jodidokkal reakcióba lép, így a pajzsmirigy nem képes elegendő mennyiségű jódot felvenni.

### Mérgezés szervetlen higanysókkal

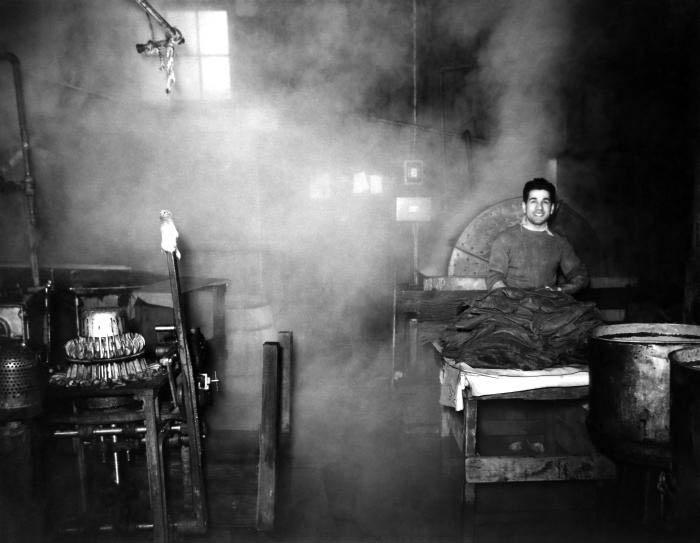
Filckalapokat készítő műhely

Nemcsak a higanyvegyületekre, de más egyéb mérgezésekre is igaz, hogy a méreg vízoldékonysága rendkívül fontos tényező a mérgezés folyamatában. Toxikológiai szempontból az eltérő vízoldékonyságuk miatt más megítélés alá esnek a higany(I) és a higany(II) vegyületek.
A vízben jól oldódó higany(II)-kloridot (HgCl2), ismertebb nevén szublimátot erős baktériumölő (baktericid) hatása miatt hosszú ideig széles körben használták megbízható fertőtlenítőként, de terápiás szélessége olyan csekély, miközben a mérgezés veszélye oly nagy, hogy használatukat ma már teljesen elhagyták. Ugyancsak hosszú ideig volt használatban világszerte a vízben nehezen oldódó higany(II)-amido-klorid (HgNH2Cl), amelyet kenőcsök formájában helyi fertőtlenítésre használtak, és amely az ellenőrizetlen használat során sokszor vált mérgezés forrásává. A 18–19. századi kalapgyártó manufaktúrák előszeretettel használtak higanysókat a nemezkalapok gyártása során, mely technológia egészen a 20. század közepéig fennmaradt. A gyártást követő szárítási folyamatban keletkező por a rosszul szellőztetett helyiségekben gyakran okozott mérgezést a dolgozók körében. A vízben gyakorlatilag oldhatatlan, a tápcsatornából nem felszívódó merkurokloridot (Hg2Cl2), ismertebb nevén kalomelt már az 1800-as években is használták enyhe hashajtóként, a csatatereken sebfertőtlenítőként.
A vízoldékony szublimát (HgCl2) a gyomorba jutva 0,5–1 grammos mennyiségben rövid időn belül halálos mérgezést okozhat. Az akut mérgezés első diagnosztikus tünete az orvos számára a gyorsan kialakuló nyálkahártya-károsodás a szájban és – ami kevésbé látható – a tápcsatorna alsóbb szakaszaiban. A szublimát reakcióba lép a szájnyálkahártya felületi rétegével, ahol higany-fehérje komplexet alkotva egy szürke színű réteg, lepedék képződik. A mérgezett személy szájnyálkahártyája rendkívül érzékeny és fájdalmas. Hasonlóak a tünetek a gyomornyálkahártyán, amelynek izgalma véres hányást vált ki a betegnél. A véres hányás és a bélnyálkahártya sérülései miatt az ugyancsak véressé váló hasmenés a beteg gyors kiszáradásához vezet, majd úgynevezett hipovalémiás sokk alakul ki. A béltartalom az emésztés normális folyamatának velejárójaként mindig tartalmaz kén-hidrogént (H2S), amely a higanyionokkal reakcióba lépve higany-szulfidot képez és a székletet feketére festi. A székletben levált bélnyálkahártya szövetdarabok mutathatók ki.
Bár a látható, intenzív és meglehetősen ijesztő mérgezési tüneteket nem szabad alábecsülni, de ezek nem nevezhetők kivédhetetlennek és életveszélyesnek, ha az elvesztett folyadékot infúzióban adott fiziológiás oldattal azonnal pótolják a páciensnél. A mérgezés igazi veszélye a tápcsatornából felszívódott higanyionok vesekárosító hatása, melynek tünetei a hányást és hasmenést követően csak órákkal később jelentkeznek. A mérgezés bevezető szakaszában a higanyionok a vese tubulusaiban a víz visszaszívódását (reabszorbció) gátolják, ezért úgynevezett bővizelés (poliurea) lép fel, ami a hányás után a szervezet további vízvesztését jelenti. A mérgezés későbbi szakaszában a vese kanyarulatos csatornáinak hámsejtjei megduzzadnak, működésképtelenné válnak, majd elhalnak. Ez a folyamat a korábbival ellentétben a vizelet mennyiségének csökkenését, a normális vesefunkció teljes leállását eredményezi, ami kezelés nélkül a beteg halálát okozhatja.
Ha a beteg az akut tüneteket túléli és látszólag gyógyult, még léphetnek fel kései komplikációk. Továbbá a higany(II)-sók vagy elemi higany okozta hosszantartó (krónikus) mérgezés esetén is kialakulhat tartós vesekárosodás, ami fennállhat a beteg élete végéig. Ennek oka a vese glomerulusaiban kialakuló autoimmun betegség, amelyet a glomerulusokban lerakódó Hg-immunkomplex generál, és amely a fehérjevizelés megjelenésével könnyen diagnosztizálható.
A higany(II)-klorid (HgCl2) kinetikai vizsgálatai azt mutatják, hogy a higany nagyobb hányada a tápcsatorna nyálkahártyájához kötődik és alig 10%-a szívódik fel a bélből. A felszívódott higany(II)-sóknak a szervekben való eloszlása nem egyenletes. A legnagyobb koncentrációt a vese proximális tubulussejtjeiben éri el. A mérgezést követően a Hg2+-ionok a széklettel és a vizelettel ürülve hagyják el a szervezetet, mely folyamat eliminációs félideje körülbelül 60 nap.

### Mérgezés szerves higanyvegyületekkel
A szerves higanyvegyületek gombaölő (fungicid) és általános antimikrobiális hatású vegyületek, melyek között számos nem mérgező vegyület is található. Legnagyobb mennyiségben az alkil- és arilhigany-vegyületeket gombaölőként alkalmazzák gabona és más vetőmagok csávázására. Ezek mérgező hatása miatt az ily módon kezelt gabonát tilos étkezési célra felhasználni. Lényegesen kisebb, de toxikológiai szempontból nem elhanyagolható mennyiségben kerül felhasználásra szerves higanyvegyület az egészségügyben, fertőzések helyi kezelésére vagy gyógyszeroldatok tartósítására (pl. fenil-higany-borát, etil-higany-tioszalicilsav).
A szerves higanyvegyületekre általánosságban jellemző, hogy a tápcsatornából jól felszívódnak. A leggyakrabban előforduló – többnyire foglalkozás eredetű – szerves higanyvegyület mérgezés a metilhigannyal történik, amely a tápcsatornából és a tüdőből is tökéletesen felszívódik. A lipidoldékony metilhigany még a fémhiganynál is illékonyabb szagtalan vegyület, mely a vegyipari használata során észrevétlenül belégzésre kerülhet, ami halálos mérgezést okozhat. A tüdőből vagy tápcsatornából a keringésbe került metilhigany elsősorban a vörösvérsejtekben koncentrálódik és hosszú ideig kering a szervezetben. A vörösvérsejtekből a vér-agy gáton átjutva lassan áthelyeződik az agyba és ott felhalmozódik, de megjelenik az emlő zsírszövetében és a prosztatában is. A keringő méreg a terhes anyák placentáján is áthatol, bejut a magzatba és károsítja annak fejlődését.
A metilhigany kiürülése a szervezetből rendkívül lassú folyamat. Az eliminációs (kiürülési) félideje egyéntől függően 40–100 nap. Tehát előfordulhat az, hogy az egyszeri akut mérgezést követő egy év elteltével toxikológiai szempontból még mindig számottevő (~10%) higany van a beteg szervezetében. A szervezetet lassan elhagyó szerves higanyvegyületek kiürülésének fő útja az epével való kiválasztódás. A máj méregtelenítő rendszere glutation-komplexet képez (pl. CH3Hg-S-glutation), ami az epével ürülve jut a tápcsatornába, majd a széklettel távozik. A folyamatot lassítja az úgynevezett hepatoenterális körfolyamat. Az epével kiválasztott Hg-S-glutation komplex jelentős hányada azonban a tápcsatornából ismét felszívódik, majd a májba és az epébe kerül. Ez a körfolyamat az egyik magyarázat arra, hogy a szerves higanyvegyületek végleges eliminációja miért annyira hosszú. Más organikus higanyvegyületek (például a fenilhigany vagy etilhigany) hasonló módon az epével választódnak ki, de emellett a máj méregtelenítő folyamatában – nem elhanyagolható mértékben – demetilálódnak is. A demetiláció eredményeként a vesét károsító Hg2+-ionok keletkeznek.
A szerves higanyvegyületek (különösen a metilhigany) elsősorban a központi idegrendszer károsodását okozzák, különösen a kisagy szövetét teszik tönkre. Az agy károsodása miatt a mérgezés klinikai tünetei szerteágazóak:
- Fáradékonyság
- Figyelemösszpontosítási nehézségek
- Idegesség, ingerlékenység
- A száj körüli érzéketlenség vagy zsibbadás érzése az ajkakon, a száj körül, valamint a kéz- és lábujjakon
- Hallás- és látászavar
- Ataxia, azaz az izommozgások koordinációjának zavara
- Remegés
- Eszméletvesztés, halál a mérgezés késői szakaszában

A mérgezést túlélőkön elhúzódó, késői hatásként a perifériás idegrendszert érintő működésképtelenség vagy idegelhalás jelentkezhet, amelyhez vesekárosodás is társul, ha a mérgezést kiváltó szerből in vivo Hg2+ képződik.

## A higanymérgezés kezelése
A ritkán előforduló mérgezés szerteágazó tünetei megnehezítik a mérgezés korai felismerését. Sokat segít a helyes diagnózis felállításában, ha a beteg foglalkozása ismert, és felmerül a higanyvegyületekkel való kapcsolat lehetősége. A klinikai gyakorlatban a legegyszerűbb mód a higanymérgezés diagnosztizálására a vér higanytartalmának laboratóriumi ellenőrzése. A vérben a higanytartalom megengedhető legmagasabb értéke 3–4 µg/dl (0,15–0,20 µM). Ha a mért higanykoncentráció ezt az értéket meghaladja, akkor valamilyen nem megengedhető környezeti higanyterhelésre vagy egyenesen higanymérgezésre kell gyanakodni. A higanymérgezés gyanúját alátámaszthatja, ha a beteg vizeletével napi > 20 μg higany ürül és/vagy a vérében > 4 μg/dl higanykoncentrációt mérnek. Ha a vér Hg-koncentrációja jóval magasabb, mint a vérplazmáé, akkor szerves higanymérgezésre kell gyanakodni. Ha a két érték hasonló, abban az esetben szervetlen higany lehet a mérgezés forrása.
Ha az akut mérgezés kiváltója valamilyen higany(II)-só – amely elsősorban a vesét károsítja –, a szervezet folyadék- és elektrolit-háztartására kell nagy figyelmet fordítani a beteg ellátásakor. Mivel a vese glomerulusainak és tubulusainak károsodása viszonylag gyors folyamat, ezért rövid időn belül meg kell kezdeni a szervezetbe jutott higanyvegyület eltávolítását, amelyre az egyik leghatékonyabb módszer a hemodialízis, amely egyrészt gyorsítja a Hg2+ kiürülését, másrészt a károsodott vese kieső működését is pótolja.
A dialízis során az egyik legnagyobb problémát az jelenti, hogy a higanyvegyületek erősen kötődnek a szervezet fehérjéihez, így a sejtmembrán fehérjékhez, a vérplazma fehérjéihez, különösen az albuminhoz. Bár a higanyvegyületek a kis molekulaméretük miatt könnyen dializálhatók lennének, tehát a dializáló membrán pórusain keresztül elvileg távozhatnának a vérből, de ezt a fehérjékhez való kötődésük nem teszi lehetővé. Nagyobb pórusméretű dializáló membránt pedig nem lehet alkalmazni, hiszen a fehérjékre, a vér alakos elemeire szükség van, és azokat vissza kell juttatni a szervezetbe. Ezért az elimináció fokozására, illetve a higany megkötésére tiol-kelátorokat használnak, amelyet a beteg vérébe juttatnak. A kelátorok „leszorítják” a higanyt a fehérjéktől, és kisebb molekulát képezve oldatban tartják azokat. Ezen felül, a beteg dializátorhoz érkező vérébe még a hemodializátorba való belépése előtt (tehát a beteg és a dializátor között) vízoldékony, kis molekulatömegű komplexképzőt adagolnak. A kisméretű molekula – általában cisztein vagy dimerkaptoszukcinát – megköti a vérben képződött Hg-kelátot, tovább növeli a higany leválását a fehérjékről, majd a dializáló membrán pórusain át távozik, így a szervezetbe nem jut vissza. A betegnek további „friss” kelátot juttatnak a vérébe, amivel így folyamatosan lehet a szervezetből eltávolítani, mintegy „kimosni” a higanyt.
A klinikai gyakorlat azt mutatja, hogy ez a módszer alkalmas a vérben keringő metilhigany kiürülésének fokozására is. Ugyanakkor a metilhigany-mérgezésben eredményesen alkalmazhatók olyan politiolgyanták, amelyet a mérgezettnek szájon át adagolnak. Ezek a nagy molekulatömegű gyanták a tápcsatornából nem szívódnak fel, de a hepatoenterális körfolyamatban cirkuláló (ezért nehezen ürülő) metilhiganyt megkötik és a széklettel való gyorsabb ürülést segítik.

## Aggodalmak és viták a tiomerzál körül
A higanyvegyületek általában rendkívül hatékony antimikrobiális anyagok, amelyek erős baktericid hatással rendelkeznek. Ugyanakkor kémiailag stabilak, fizikai hatásoknak ellenállnak. Ezek a tulajdonságok teszik alkalmassá némelyik szerves higanyvegyületet arra, hogy oltóanyagok, szérumok, ellenmérgek (pl. kígyómarás elleni) tartósítására felhasználják őket. Természetesen belsőleges használatú szerek (az oltóanyagok is ide tartoznak) esetén az alkalmazott tartósítók toxicitására is figyelemmel kell lenni. Az egyik leggyakrabban és leghosszabb ideje alkalmazott baktericid hatású tartósítószer, amelyet oltóanyagokat tartalmazó ampullák millióiban alkalmaztak, a tiomerzál.
A tiomerzált főleg olyan tömeges oltásra szánt, úgynevezett multidózisú oltóanyagoknál használták, ahol az ampullába több személynek szánt oltóanyagot csomagoltak. Az oltóanyagok dózisonként ~40 µg tiomezált tartalmaznak, amely így ~20 µg higannyal terheli a szervezetet. A szervezetben a tiomerzál metabolizálódik és 18 nap körüli felezési idővel elhagyja a szervezetet. Az LD50 értéke patkányon 75 mg/kg, ami felnőtt emberre vetítve 5 g körüli érték. Ebből levonható az a megállapítás, hogy a tiomerzál bár mérgező molekula az ember számára, de a higanyterhelése toxikológiai szempontból elhanyagolható az immunizálás során. A 20. század második felében kibontakozó oltásellenes hisztéria következtében a tiomerzál tartalmú oltásokkal szemben is megfogalmazódott az a vád, hogy a higanytartalmú oltások felelősek lehetnek az autizmus kialakulásáért vagy növelik annak kockázatát. Ezt követően sok ezer mintán, tudományos igénnyel elvégzett vizsgálatok eredményeit összefoglaló publikációk jelentek meg, melyek kizárták ennek lehetőségét. Ezek a vizsgálatok, beleértve a toxikológiai vizsgálatokat is, a tiomerzál tartalmú oltóanyagokat biztonságosnak találták. A vizsgált esetek egy kis százalékában kimutatható volt egy allergiás hiperérzékenység, de ez már évtizedekkel korábban is ismert volt és semmilyen kapcsolatot nem mutatott az autizmussal.
A megnyugtató eredmények ellenére az FDA úgy döntött, hogy mivel némelyik csecsemőt 6 hónapos kora előtt több forrásból származó higanyterhelés is érhet (az anyatejet is beleértve), amelyek felhalmozódhatnak, és így az meghaladhatja az EPA higanyterhelésre engedélyezett küszöbértékeit, ezért azt részlegesen kivonja a forgalomból. Ennek megfelelően először az USA-ban, majd az EU-ban megszüntették a tiomerzál használatát oly módon, hogy a multidózisú ampullák gyártását leállították, és egydózisú ampullákra cserélték, amelyek így – megfelelő hűtés esetén – nem igényelnek tartósítószert.
Mindazonáltal a WHO a toxikológiai eredményekre hagyatkozva ártalmatlannak minősítette a tiomerzál tartalmú oltóanyagokat, továbbra is biztonságosnak tartva azokat. Ezért olyan helyeken – fejlődő országokban elsősorban –, ahol nehézségekbe ütközik az oltóanyag hűtése, tárolása, és ahol a multidózisú oltóanyagok használata elengedhetetlen, ott továbbra is engedélyezik a használatát. A higanytartalmú tartósítószerek forgalomból történt kivonása után az autista betegek száma nem csökkent.